# Печниковы
Печниковы — дворянский род.
Определением Правительствующего Сената от 27 октября 1871 года, коллежский асессор Александр Николаев Печников утвержден в дворянстве по личным заслугам отца его, Николая Андреева Печникова, получившего в 1811 году чин прапорщика.

## Описание герба
В лазоревом щите скачущий вправо на серебряном коне с червлеными глазами, языком и сбруей всадник в золотых латах. Всадник держит в правой руке золотой меч, поднятый к поражению, а в левой — круглый золотой щит. В верхних углах щита по золотой пятиконечной звезде.
Щит увенчан дворянским коронованным шлемом. Нашлемник: два серебряных, с червлеными глазами, клювом и лапами голубя, обращенные друг к другу. Намет: лазоревый с золотом.
Герб Печникова внесен в Часть 13 Общего гербовника дворянских родов Всероссийской империи, стр. 65.